# Coelioxys philippensis
Coelioxys philippensis là một loài Hymenoptera trong họ Megachilidae. Loài này được Bingham mô tả khoa học năm 1895.